# Магдебурзьке право

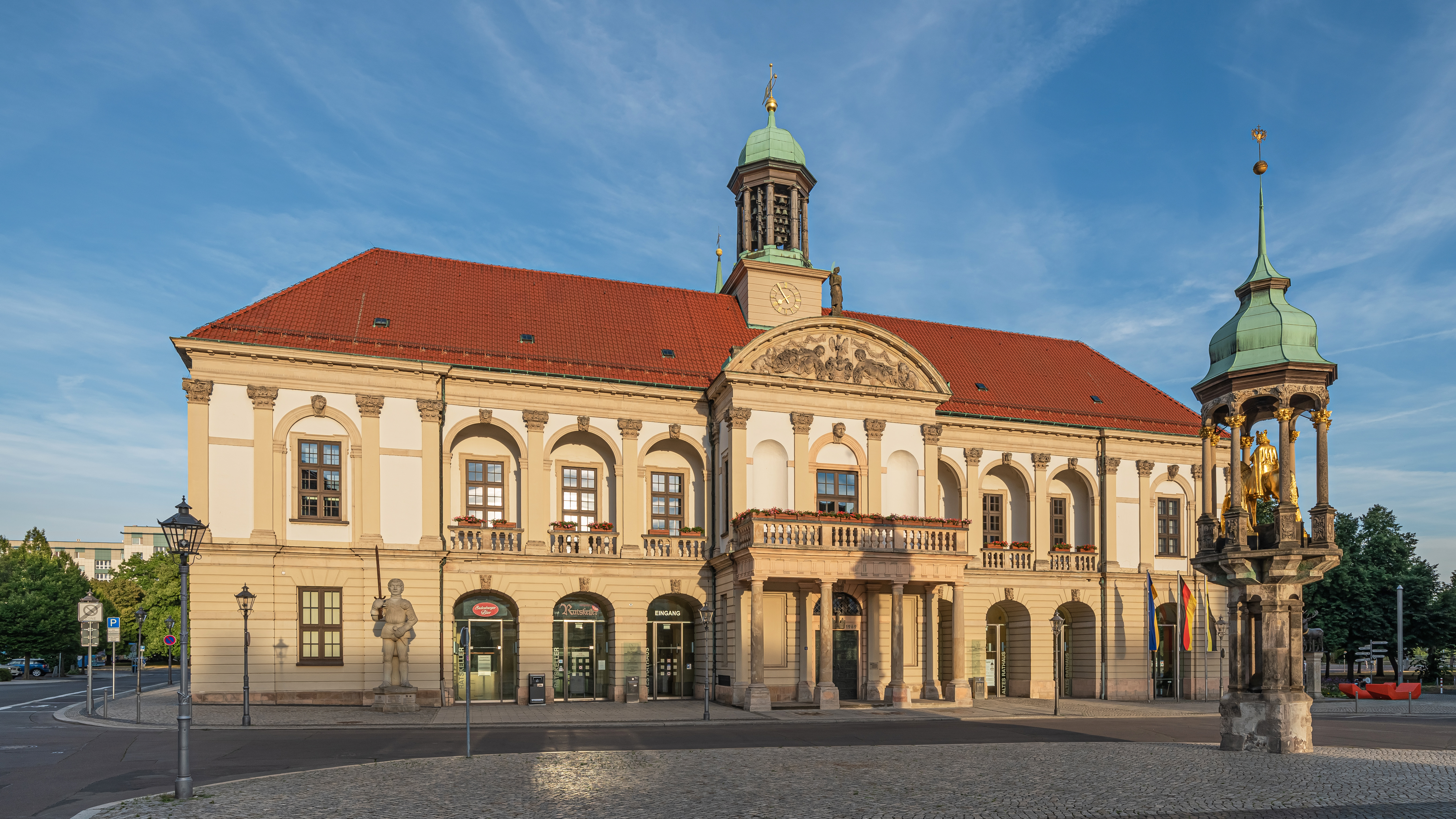
Ратуша Магдебурга

Магдебу́рзьке (майдеборське, майтборське) пра́во (також німе́цьке чи тевтонське міське́ пра́во; лат. theuthunico iure, id est iure magdeburgensi) — одна з найпоширеніших правових систем міського самоврядування в Центральній Європі у часи Середньовіччя.

## Відомості
Сформоване в Магдебурзі (земля Саксонія) у 1188 році. У різних землях Німеччини — Франконії, Швабії, Фризії, Баварії, Тюрингії, Саксонії — діяли власні системи міського самоврядування, які були сформовані на підставі норм традиційного судочинства й німецького звичаєвого права; існували нюрнберзьке право, віденське, любецьке, магдебурзьке, та інші. Магдебурзьке право містило в собі норми «Speculum Saxonum» («Саксонського дзеркала»), судових ухвал Магдебурга, збірку «Саксонський Вейхбільд» і мало поширення на групу східносаксонських (остфальська група) міст, у Бранденбурзі, Сілезії, Пруссії, Польщі, Чехії. Наприкінці XIII — сер. XIV ст. галицько-волинські князі й королі надавали магдебурзьке право німецьким колоніям, які виникали у столичних містах Руського Королівства (самоназва Галицько-Волинської держави). Так само поширювалися інші системи самоврядування: угорські королі надавали містам Закарпаття, яке входило до Угорщини нюрнберзьке право. З переходом Галичини під Польщу в середині XIV ст., магдебурзьке право почали широко застосовувати в галицьких містах, а також і селах, і згодом поширили на решту українських земель і в Білорусі.
Досі, за нормами німецького звичаєвого права, сільську громаду очолював війт, якого призначав власник поселення; свою посаду війт міг передавати в спадок. З розвитком міст і міського самоврядування посада війта ставала виборною. Мешканці міст звільнили себе від суду феодала й самостійно здійснювали врядування господарством. Для допомоги війту обирали колегіальний орган — магістрат, куди мав право бути обраним кожен з ремісників чи купців, що мав міське право «jus civile». Магістрат засідав під головуванням війта. Наприкінці XIII ст. в магістраті Магдебурга виникла ще одна виборна колегія — Рада — під керівництвом бургомістра. Попередній колегіальний орган отримав назву Лава. Рада і Лава розподілили повноваження між собою. Якщо в міських судах виникали суперечливі питання, апеляції могли подавати до магістрату Магдебурга.
Право встановлювало порядок виборів і функції органів міського самоуправління, суду, купецьких об'єднань, цехів, регулювало питання торгівлі, опіки, спадкування, визначало покарання за різні види злочинів тощо. Воно не мало поширення на жінок, бідняків, незаконно народжених та юдеїв.

## Магдебурзьке право в Україні

### Генеза
Магдебурзьке право з'явилося на Русі разом з німецькими колоністами, яких запрошував король Данило та його наступники. Німці отримали право організовувати в галицьких і волинських містах самоврядні громади (війтівства) з автономними судово-адміністративними інституціями. Відомо про існування в 1287 році війтівств у Львові, Володимирі, Кам'янці-Подільському і Луцьку, згодом в інших великих містах Галицько-Волинської держави — Сяніку, Галичі, Ярославі, Перемишлі.
Очевидно, в ті часи магдебурзьке право застосовували в руських містах тільки частково, серед німецької людності. Хоча існують припущення, що воно набуло поширення на всіх жителів цих міст вже в Галицько-Волинській державі. Наприклад, у лавничій книзі Перемишля за 1469—1480 роки є посилання на грамоту князя Лева І († бл. 1301) про передачу княжої церкви громаді міста (очевидно руській (давньоукраїнській)), що була самоврядною на німецькому праві.

### Українські землі Корони та Литви
З переходом Галичини під владу польських королів першими магдебурзьке право повною мірою отримали найбільше тогочасне місто на українських землях — Львів, а також старі князівські столиці: Галич (1367), Белз (1377), Холм (1382), Перемишль (1389), Теребовля (1389). 
Магдебурзький привілей 1356 у Львові (його надання чи вже існуюче підтвердження) детально описує Мирон Капраль.
Урбанізація Галичини зростала швидкими темпами з супроводженням стрімкого поширення магдебурзького права. З початку XV ст. магдебурзьке право набуло поширення на решту українських земель. Спочатку в містах, що були центрами воєводств, комітатів (у складі Угорського королівства) — Кам'янець-Подільський (1432), Луцьк (1432), Мукачево (1445), Київ (1494) (існують здогади про застосування в Києві магдебурзького права за Вітовта, тобто до 1430 року), Брацлав (1497).

### Значення
Михайло Грушевський стверджував, зокрема, що:
- заснування громад німецького (зокрема, магдебурзького) права у Галичині сприяло появі чужоземних колоністів-католиків — німців, поляків, — на підтримку яких оперлися після захоплення Галичини король Казимир III та його наступник на престолі Людовик І Угорський під час боротьби з литовцями за галицько-волинську спадщину. Розвиток цієї колонізації та німецького права мав політичну мету: збільшити кількість неукраїнців, денаціоналізувати Галицьку Русь[5].
- магдебурзьке право, яке отримали головні міста Русі у XV столітті, розривало їх зв'язок із землею (адміністративною одиницею): «город» переставав бути центром землі, перетворювався в анклав; тільки неповне застосування принципів магдебурзького права у Великому князівстві Литовському дещо послаблювало повне відмежування (відчуження) від волості[6].

Протягом XV—XVII століть його отримала більшість міст України. У той же час згідно з привілеями самого права місцеві уряди могли посідати лише католики, а оскільки подібне віросповідання, на той час, тримали винятково поляки та німці, то саме вони зосередили у своїх руках владу в муніципальних управах усунувши чи суттєво обмежуючи при цьому русинів.
Зразком для міст Галичини й Поділля (тоді Подільське князівство), що належали польській Короні, були спочатку польські міста, а потім — магістрат Львова. Обирати або бути обраними до магістрату могли ті міщани Львова, котрі здобули міське право «Jus civile». Його міг отримати тільки повнолітній (не молодший 24 років), законнороджений християнин чоловічої статі, пристойної поведінки, одружений, що володів нерухомістю в місті. Міське право було довічним, але не спадковим, тобто сини повинні були здобувати його після досягнення повноліття.

### Магістрат
Див. також статтю Злочинність і правосуддя в середньовічному Львові
Магістрат Львова складався з Лави й Ради. Спочатку, як і в Саксонії, Лава мала більше значення, в її руках були зосереджені всі головні управлінські важелі. У Львові від 1356 р. до неї обирали 7 засідателів (лавників), від 1385 р. — 9, а з XV ст. — стало 12 лавників, яких обирали довічно. Лаву очолював війт, котрий був головною посадовою особою в магістраті. Раду обирали для контролю за Лавою. Спочатку до її складу входили 6 радників (райців, консулів), яких обирали на 1 рік. Раду очолював бургомістр (проконсул), але його посада була ротаційною кожного місяця. Тобто щороку обирали трьох бургомістрів — один був представником львівського королівського старости, другий — Ради, третій — від міської громади. Вони по черзі виконували свої обов'язки протягом 1 місяця щоквартально.
Також у складі магістрату був виконавчий орган — «Міські слуги», яких не обирали, а наймали за оплату. Очолював службу прокуратор (ратушний, люнар, шафар, господар). До «міських слуг» належали інстиґатор (прокурор, а козаків — стряпчий), синдик (адвокат), возний (дрібний судовий виконавець), нотаріус (писар), людвисар (ливарник, гармаш), годинникар, геометр (фортифікатор), лікар, товмач (перекладач), рурмайстер (вассерляйтер, доглядач водогону), мірник (доглядач «міри» на площі Ринок), доглядач «важні» на площі Ринок, воскобійник (доглядач за воском і якістю товарів), відбілювач полотна, яточник (наглядач за ятками на площі Ринок), лазняр (доглядач міської лазні), пургант (прибирач сміття), ключники (на міських брамах), трубач (на ратушній вежі), кат. Також до «міських слуг» належали ціпаки (до 24) (пахолки, гайдуки, міська поліція), їм допомагали драби (до 50), яких наймали тимчасово. На передмістях представляли владу магістрату ландвійти. B їхньому розпорядженні були «старші вулиць» (присяжні десятники).
З початку XVI ст. значення Ради зростає. Райців стало теж 12, їх стали обирати довічно. Поступово Рада перейняла всі адміністративні і фінансові справи, Лаві залишилися тільки судові функції. Щоб контролювати Раду, у 1577 році створено третю колегію магістрату — «Quadragintavirat» («Колегія 40-ка мужів», «ґмінна ізба»). Очолював її «реґент», в якого в підпорядкуванні були прокуратор з апаратом «міських слуг». У 1578 році створено ще одну колегію в магістраті для контролю над Радою — «Лонґерію», проте її діяльність не була ефективною. Національні громади мали право створювати власні самоврядні органи з обмеженими адміністративними функціями, які здійснювали судочинство за традиційними законами. Це використовували вірмени, які обирали старійшин на чолі з «вірменським війтом» і «хуц» (вірменський суд). Проте потужна католицька громада у Львові змогла обмежити вірменське самоврядування і з 1469 року заборонено обирати «вірменського війта»; надалі вірменську громаду очолював заступник (єреспохан) з меншими функціями. У Кам'янці (на Поділлі) вірмени змогли втримати свої права, там існував «вірменський магістрат». Русини так само створили в Кам'янці «руський магістрат». Проте у Львові русини не досягли автономної самоврядної організації.
Львівський магістрат був апеляційною інстанцією для магістратів інших міст Руського, Белзького і Подільського воєводств, котрі входили до складу Польської Корони. При виникненні юридичних колізій справи передавалися до львівської Лави, котра отримала це право від короля в 1444 році. Далі справи йшли на розгляд до Кракова.
Міста Волинського, Брацлавського і Київського воєводств, що належали до Великого князівства Литовського, мали неповне магдебурзьке право (ратушні міста). Нерозвиненою залишалася Рада, головні функції належали війтові. Магдебурзьке право розвивалося під впливом місцевих умов і норм традиційного козацького звичаєвого права. Цим воно відмінне від ситуації в містах Центральної Європи. В ратушних містах козацька старшина відала справами козаків, зокрема, функції поліції належали козакам, які обирали міського отамана на керівника варти. Виборна міська влада (представники верхівки міського населення) відала справами міщан.
Положеннями магдебурзького права використовували й полкові суди тощо.

Норми магдебурзького права вживали при всіх офіційних і приватних модифікаціях права в Україні до XIX століття.
|                                                                  |  |  |
| Пам'ятна монета, присвячена 500-річчю Магдебурзького права Києва |  |  |

### Магдебурзьке право Києва

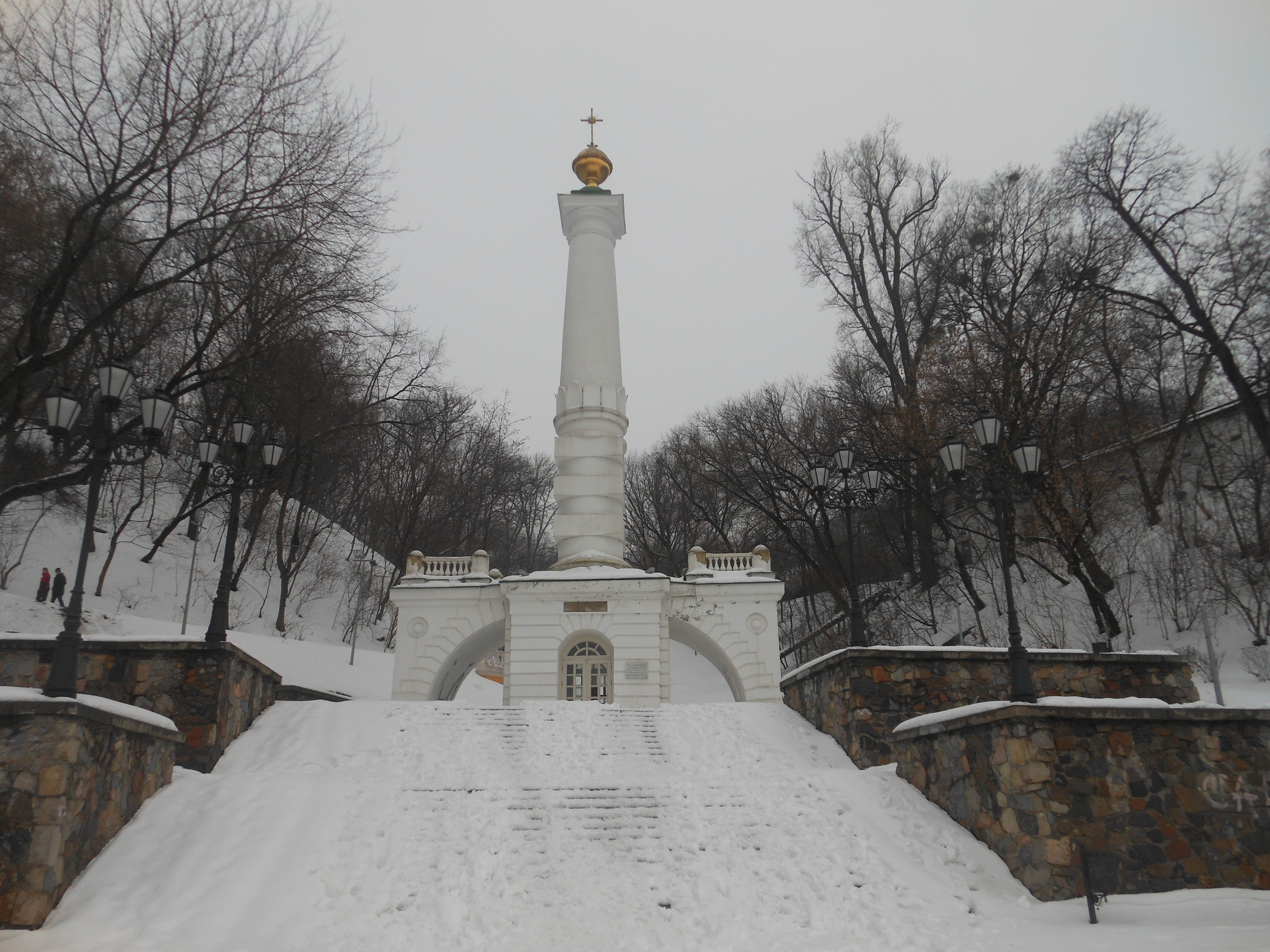
Пам'ятник Магдебурзькому праву в Києві

- У XIV—XV ст. Київ перебував під владою литовських князів, що витіснили орду до Криму. За ліберальної політики місто відбудували, населення збільшилося. У 1482 році кримський хан Менґлі I Ґерай захопив Київ, вбив містян. Щоб відновити місто, великий князь Казимир Ягеллончик повелів зібрати по Україні 20 тис. майстрів, що локально оселилися в Києві (вулиці Гончарна, Дегтярна і т. д.). У 1494 році великий князь Олександер, син Казимира, із метою пожвавлення господарства міста надав Києву Магдебурзьке право. У 1494—1497 рр. був утворений і запрацював київський магістрат.
Для міщан боротьба за надання їм магдебурзького права була способом здобуття певної автономії від держави та правової основи для захисту від зазіхань великих феодалів, які вимагали від міст натуральних повинностей, податків тощо. Для центральної влади, яку уособлювали литовський князь чи польський король, дарування тому чи іншому місту магдебурзького права стало важливим чинником державного управління, що давав змогу розширювати за рахунок міщан свою соціальну базу та здійснювати тиск на феодальну аристократію.
- Щороку в місті проводили два ярмарки (купці з Вірменії, Сирії, Єгипту, Західної Європи, Білорусі й Московщини). Торги проводили тричі на тиждень. Київ став центром міжнародної торгівлі. Також ухвалено «складське право» — іноземні купці частину товарів мали продавати в Києві. Вони зупинялися на Подолі (Гостиний двір). З 1785 магістрат поступово був перетворений на судові установи.
- Наприкінці XVIII ст. Катерина II зняла привілеї міста, приєднавши його до Малоросії.
- 16 лютого 1802 Олександр І відновив Магдебурзьке право — цю подію святкували балами й ілюмінаціями три дні, а пізніше на цю честь зібрали гроші на будівництво каплиці й пам'ятника з фонтаном (Пам'ятник Магдебурзькому праву).
- У 1835 році Микола І остаточно скасував Магдебурзьке право[10].

## Скасування Магдебурзького права
На теренах, що відійшли до Московського царства (де містам не надавали самоуправління), після 1654 року магдебурзьке право залишено лише у деяких, т. зв. привілейованих містах. Фактично застосування права припинили після запровадження 1781 року «Установлення про губернії» і створення нової судової системи.
Указом 1831 року Микола І скасував магдебурзьке право по всій Україні, крім Києва, де його скасували 1835 р.
В містах Галичини, яка після 1-го поділу Польщі (1772) відійшла до володінь Габсбургів, органи міського самоуправління та суди, створені за магдебурзьким правом, продовжували діяти ще деякий час. Австрійський уряд значно обмежив, а згодом ліквідував їх. У Львові застосування магдебурзького права припинили 1786 року.

## Пам'ятки Магдебурзького права
Найпоширеніші в Україні пам'ятки магдебурзького права: «Зерцало саксонів» (1536), «Право цивільне Хелмінське» (1584), «Порядок прав цивільних магдебурзьких» (1557—1559), «Артикули права магдебурзького» (1557). Українським містам магдебурзьке право надали литовські князі, польські королі, українські гетьмани.

## Значення Магдебурзького права
Хоч магдебурзьке право не відіграло в Україні тієї ролі, що на Заході, все ж воно, вносячи певні риси західноєвропейського міського устрою до українських міст, стало одним із важливих чинників культурно-правового наближення України до Західної Європи.
Поява магдебурзького права тісно пов'язана з перебігом тогочасного державотворчого процесу. Для міщан боротьба за надання їм магдебурзького права була способом здобуття певної автономії від держави та правової основи для захисту від зазіхань великих феодалів, які вимагали від міст натуральних повинностей, податків тощо. Для центральної влади, яку уособлювали литовський князь чи польський король, дарування тому чи іншому місту магдебурзького права стало важливим чинником державного управління, що давав змогу розширювати за рахунок міщан свою соціальну базу та здійснювати тиск на феодальну аристократію.
Запровадження магдебурзького права в українських землях мало надзвичайно важливі наслідки. Насамперед — це захист міського населення від сваволі королівських намісників і великих землевласників, створення сприятливих умов для розвитку ремесел і торгівлі. Це дало можливість певною мірою «європеїзувати» міське життя, ввести його у чіткі правові норми. Магдебурзьке право встановлювало виборну систему органів міського самоврядування та суду, визначало їх функції, регламентувало діяльність купецьких об'єднань та цехів, регулювало питання торгівлі, опіки, спадкування, визначало покарання за злочин тощо.
Поширення магдебурзького права на території України сприяло формуванню нових рис ментальності місцевого населення. Йому стали притаманні демократизм, менша орієнтація на центральну владу, бажання будувати суспільне життя на основі правових норм тощо. Отже, магдебурзьке право сприяло формуванню в Україні засад громадянського суспільства.
Вплив цієї системи не можна назвати однозначно позитивним, адже вона зумовила посилення чужоземної колонізації та обмеження прав місцевого населення. Заохочення центральною владою переселення в українські міста чужоземців, релігійні обмеження, що розпочав Вітовт, призвели: 1) до витіснення з органів міського самоврядування корінних жителів, місце яких посіли поляки та німці; 2) до загострення проблем у господарчій сфері, де серйозними конкурентами русинів стали вірмени та євреї.

## Ювілеї та пам'ятні дати
У 2017 році на державному рівні в Україні відзначили ювілей 650 років з часу надання місту Галичу Магдебурзького права (1367).